# California Hotel and Casino
California Hotel and Casino, znany również jako The Cal – hotel i kasyno, położony w pobliżu Fremont Street Experience, w centrum miasta Las Vegas, w amerykańskim stanie Nevada. Od początku swojej działalności, obiekt stanowi własność korporacji Boyd Gaming Corporation. 
California otwarty został w 1975 roku, a koszt jego budowy wyniósł 10 milionów dolarów. W momencie otwarcia składał się z 325 pokoi; od tego czasu ich liczba zwiększona została do 781. Kasyno California zajmuje powierzchnię 7,900 m².  Wystrój kompleksu utrzymany jest w tematyce hawajskiej.
W 1994 roku do użytku oddano dodatkową wieżę hotelową, zaś starą część obiektu poddano kompleksowej renowacji. California połączony jest z Main Street Station nadziemnym pasażem.